# 레슬리 헤들런드
레슬리 헤들런드(Leslye Headland, 1980년 11월 26일 ~ )는 미국의 감독, 프로듀서, 영화 각본가, 극작가이다.

## 작품 목록

### 영화
- Bachelorette (2012) - 연출, 각본
- 어바웃 라스트 나이트 (2014) - 각본
- 슬리핑 위드 아더 피플 (2015) - 연출, 각본

### TV
- 러시아 인형처럼 (2019-22) - 기획, 각본, 연출
- 애콜라이트 (2024) - 기획, 각본, 연출